# Лесная подстилка

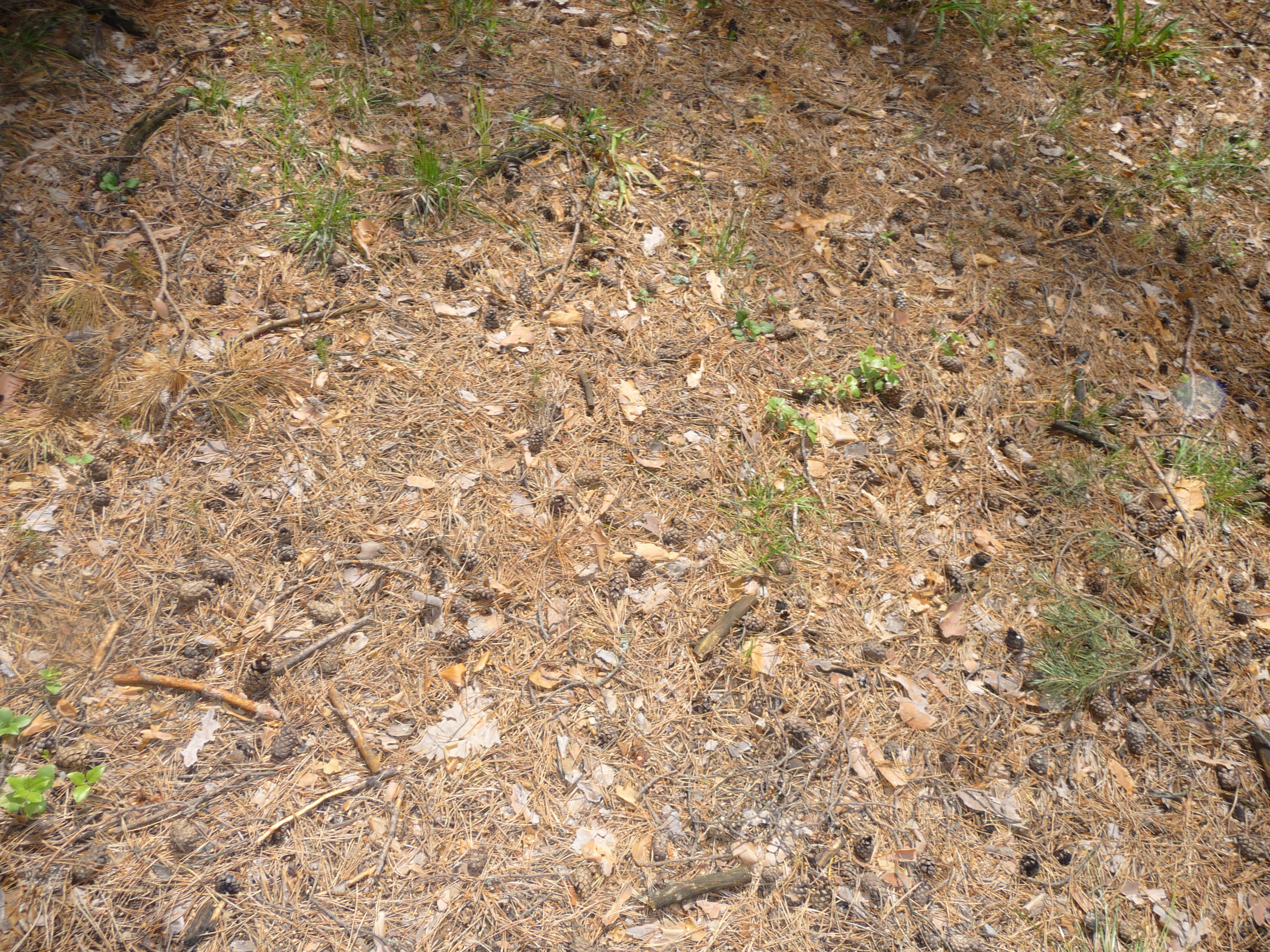
Подстилка в сосновом лесу

Лесная подстилка — почвенный горизонт, «слой органических остатков на поверхности почвы в лесу», напочвенный покров из разлагающегося опада. Она состоит из опавших листьев, веток, цветов, плодов, коры и других остатков растений, фекалий и трупов животных, оболочек куколок и личинок. Бывает, что в лесной подстилке находится несколько миллионов обитателей на каждом квадратном метре, от простейших и бактерий до мышей и других мелких млекопитающих, насекомых и других беспозвоночных. Поэтому обычно подстилка и есть самый густонаселенный ярус. Слой остатков отмерших растений представляет собой мёртвый покров. Роль лесной подстилки очень велика:
1. Место образования перегноя.
2. Защита почвы от размыва и механического уплотнения.
3. Регулятор водно-воздушного режима почв.
4. Регулятор лесорастительных свойств почв.
5. Место концентрации элементов питания растений[1]

Толщина подстилки составляет в среднем от 5 до 20 см.